# 〜エルダー〜 魔界大決戦
〜エルダー〜 魔界大決戦（Music From "The Elder"）は、キッスが1981年に発表した9作目のスタジオ・アルバム。制作中止になったオリジナルの映画に基づいたコンセプト・アルバムである。
オリジナル・ドラマーのピーター・クリスが正式に脱退した後、後任のエリック・カーを迎えて発表した最初のアルバムに相当する。

## 解説
彼等はジーン・シモンズ原案の“THE ELDER”という映画を計画していたが、同映画は製作中止に終わった。マネージャーとシモンズはメンバーの反対を押し切り、それまで作っていた主題曲や挿入曲を生かしてストーリー仕立てのコンセプト・アルバムを発表することにした。
アルバムのコンセプトは、アメリカン・コミックスが好きなシモンズによる勧善懲悪的なヒーローの物語である。闇のフォースに覆われる地球に宇宙評議会エルダーから守護神モーフィアスが派遣され、闇に対抗すべく光の戦士として白羽の矢を立てられた少年が、最初は戸惑いながらも自らのフォースに気づきエルダーの戦士として自覚していくまでを描いた。
彼等は1976年の傑作『地獄の軍団（Destroyer）』を手掛けたボブ・エズリンを再度プロデューサーに迎えた。エズリンは1970年代前半にプロデューサーとして共に活動したルー・リードに曲作りの手助けを頼んだ。
制作時には特にシモンズにとって意欲作かつ自信作だった。彼は発表時のインタビューで「『エルダー』に収められている曲は、今までのキッスでも最高の曲ばかりなんだ」、「もし、これが理解されて好評であれば『エルダー２』の発表もある」と語っていた。バンドの違う一面を見せようと、初めてアルバム・カバーにメンバーの姿を載せず、外見でなく楽曲とコンセプトという内容で勝負した。
しかし11月16日に発表された本作は、前作までのポップな路線とはあまりに音楽的傾向が違ったため音楽誌に酷評された。ヒットチャートでも最高位75位までしか上がらず、翌年2月には圏外に姿を消し、キッスの歴史に「セールス、評価とも芳しくない『失敗作』」として残ることになった。発表に伴う本格的なライヴ・ツアーは組まれず、プロモーションは数回のTV番組への出演などだけだった。
未発表曲の"Nowhere to Run"は新しく録音されて次作に当たる編集アルバム『キッス・キラーズ』に新曲「絶体絶命」、"Heaven"はカーが1991年末に病没した後に発表されたアルバム『リヴェンジ』（1992年）にインストゥルメンタル"Carr Jam 1981"として、それぞれ収録された。
彼等は結果的に目論見が裏目に出た本作にあまり良い記憶がないせいか、『キッスの黒歴史』のような作品として半ば封印してしまい、ライブへのリクエストにも応えることはなかった。しかし1996年にシモンズ、ポール・スタンレー、ブルース・キューリック、エリック・シンガーの編成でMTVアンプラグドに出演した時に、本作の収録曲である「英雄なき世界」を披露した。

## 収録曲

### 日本盤
出典。
1. ファンファーレ - Fanfare [1:22] 作詞/作曲:ポール・スタンレー、ボブ・エズリン
インストゥルメンタル
2. 少年 - Just A Boy [2:25] 作詞/作曲:ポール・スタンレー、ボブ・エズリン
リード・ヴォーカルはスタンレー。主人公の少年の独白のため、ほとんど全てファルセットで歌われている。
3. オデッセイ - Odyssey [5:36] 作詞/作曲:トニー・パワーズ
リード・ヴォーカルはスタンレー。
4. 勇者の誕生 - Only You [4:17] 作詞/作曲:ジーン・シモンズ
リード・ヴォーカルはスタンレーとシモンズ。
5. 薔薇の紋章の下(もと) - Under The Rose [4:51] 作詞/作曲:ジーン・シモンズ、エリック・カー
リード・ヴォーカルはシモンズ。サビの重厚な男性コーラスはカーのアイデアによる。
6. 魔界の閃光 - Dark Light [4:18] 作詞/作曲:エース・フレーリー, ジーン・シモンズ、アントン・フィグ、ルー・リード
リード・ヴォーカルはフレーリ―。彼が本作でリード・ヴォーカルを担当した唯一の曲である。
7. 英雄なき世界 - A World Without Heroes [2:40] 作詞/作曲:ポール・スタンレー、ジーン・シモンズ、ボブ・エズリン、ルー・リード  
リード・ヴォーカルはシモンズ。スタンレーがリード・ギターを担当[注釈 5]。
日本以外でシングルカットされ、PVも作られた。1991年にはかつてシモンズの恋人だったシェールがカバーした。
8. 炎の誓い - The Oath [4:31] 作詞/作曲:ポール・スタンレー、ボブ・エズリン、トニー・パワーズ
リード・ヴォーカルはスタンレー。収録曲の中で最もハードな曲[注釈 6]だが、彼は多くの部分をファルセットで歌っている。
欧米ではシングル『エルダーの戦士』のB面に収録。日本では本作からのシングル・カット第二弾として発売された[11]。
9. 罪深きブラックウェル - MR. BLACKWELL [4:52] 作詞/作曲:ポール・スタンレー、ジーン・シモンズ、ボブ・エズリン、ルー・リード  
リード・ヴォーカルはシモンズ。
AC/DC調のミドル・テンポのハードロックで、彼の悪魔的キャラを生かしたアルバム中の悪役のテーマ・ソング。
10. 激烈! 大脱走 - Escape From The Island [2:52] 作曲:エース・フレーリー、ボブ・エズリン、エリック・カー
インストゥルメンタル。
当時の日本盤LPには未収録で、シングル「炎の誓い」のB面に収録[11]。
11. エルダーの戦士 - I [5:03] 作詞/作曲:ジーン・シモンズ、ボブ・エズリン  
リード・ヴォーカルはスタンレーとシモンズ。
世界共通のシングルカット曲。「自分を信じる」というポジティヴなメッセージを歌い上げるサビのコーラスと「ロックン・ロール音頭」ともいえる曲調のためか、日本では当時ラジオの音楽リクエスト番組で人気があった。

### アメリカ合衆国盤
出典。
1. The Oath
2. Fanfare
3. Just A Boy
4. Dark Light
5. Only You
6. Under The Rose
7. A World Without Heroes
8. Mr. Blackwell
9. Escape From The Island
10. Odyssey
11. I

### インターナショナル盤
1. Fanfare
2. Just A Boy
3. Odyssey
4. Only You
5. Under the Rose
6. Dark Light
7. A World Without Heroes
8. The Oath
9. Mr. Blackwell
10. Escape from the Island
11. I

## パーソネル
- ポール・スタンレー - リズム・ギター、リード・ヴォーカル
- ジーン・シモンズ - ベース・ギター、リード・ヴォーカル
- エース・フレーリー - リード・ギター、リード・ヴォーカル
- エリック・カー - ドラムス、パーカッション、バッキング・ヴォーカル
- ボブ・エズリン（プロデューサー） - キーボード、ベース・ギター（「炎の誓い」「魔界の閃光」「激烈! 大脱走」）
- アラン・シュワルツバーグ - ドラムス（「エルダーの戦士」）

## イメージチェンジ
これまでも彼等は時期によってコスチュームに少しずつ変えてきたが、本作の発表に際して、加入して日が浅いカーを除いてかなり大幅な変化を実施した。
- ジーン・シモンズ - デビュー以来のトレードマークだったちょんまげを切り落とし、髪を首周りまでの長さにカットしてなでつけるようになった。怪獣ブーツに代表される巨大なブーツからスリムなデザインのものに変更した。
- ポール・スタンレー - トレードマークのソバージュヘアーを紫色の布でまとめ、今までは全開だった胸があまり見えない衣装に変更した。
- エース・フレーリー - 背中まであった髪をバッサリと切った。年々巨大化してきた肩の甲冑部分をなくし、稲妻のデザインをあしらったラメ入りのボディスーツ（全身スパッツ）へ。靴も厚底ではなくプロレスのシューズのような編み上げブーツに変更した。